# Toutle (Washington)
Toutle es un área no incorporada ubicada en el condado de Cowlitz en el estado estadounidense de Washington.

## Geografía
Toutle se encuentra ubicado en las coordenadas 46°21′0″N 122°42′0″O / 46.35000, -122.70000.